# D974 (Meurthe-et-Moselle)
De D974 is een departementale weg in het Oost-Franse departement Meurthe-et-Moselle. De weg loopt van Nancy naar Colombey-les-Belles.